# Primeiro ministro do Zimbábue
O primeiro ministro do Zimbabwe é o chefe de governo daquele país. De 1980 até 1987, o cargo foi exercido por Robert Mugabe, primeiro no poder depois da independência do Reino Unido, quando a antiga Rodésia tornou-se oficialmente a República do Zimbábue, em 17 de abril de 1980. Este cargo foi abolido quando a constituição do país sofreu uma emenda, em 1987, e Mugabe passou a ser o presidente, cargo no qual passou a ser tanto chefe de governo quanto chefe de Estado.
Após as eleições presidenciais, realizadas em 2008, foi realizado um acordo de divisão de poder entre o presidente Mugabe e a oposição, que conseguiu votação significativa. Morgan Tsvangirai, líder do MDC, principal partido de oposição, passou a ser primeiro-ministro do país e ocupou esse cargo até 2013.

## Primeiros ministros doZimbabwe(1980 - atualidade)
| Nome              | Retrato       | Início do mandato       | Fim do mandato          | Partido político |
| ----------------- | ------------- | ----------------------- | ----------------------- | ---------------- |
| Robert Mugabe     |               | 18 de abril de 1980     | 31 de dezembro de 1987  | ZANU             |
| Cargo abolido     | Cargo abolido | 31 de dezembro de 1987  | 11 de fevereiro de 2009 | -                |
| Morgan Tsvangirai |               | 11 de fevereiro de 2009 | 11 de setembro de 2013  | MDC              |
| Cargo abolido     | Cargo abolido | 11 de setembro de 2013  | presente                | -                |